# Monument a Jacint Verdaguer (Granollers)
El monument a Jacint Verdaguer és una font esculturada inaugurada el 1955 dedicada a Jacint Verdaguer. El monument està situada a la plaça homònima de Granollers, plaça abans coneguda com de la Muntanya, situada entre els carrers de Joan Prim i el carrer Corró.
És una font massissa de pedra i totxana de planta quadrada amb un fanal de ferro colat. Té un medalló de bronze amb una placa que posa "A Mn. J. Verdaguer. 1955".